# Mikael Karlsson (kompositör)
Johan Mikael Karlsson, född 12 augusti 1975 i Halmstad, är en svensk kompositör med New York som bas. Han har skrivit musiken till datorspelen Battlefield: Bad Company och Battlefield: Bad Company 2. I samarbete med Alexander Ekman har han nykomponerat musik till bland annat baletterna Svansjön, som sattes upp på Oslooperan, samt till En midsommarnattsdröm och Tyll på Kungliga Operan i Stockholm.
Han är uppvuxen i Gävle och flyttade till New York 2001 för att studera, och han tog en master som klassisk kompoistör på Aaron Copland School of Music 2005. Före flytten hade han lärt känna Stefan Strandberg som blev ljuddesigner på datorspelsutvecklaren Digital Illusions CE, vilket ledde till en förfrågan att göra musiken till Battlefield: Bad Company som släpptes 2008.
Mikael Karlsson har förutom klassiska uppsättningar också gjort musik till film och TV samt samarbetat med popartister som Andreas Kleerup, Lykke Li och Alicia Keys. År 2015 prisades han av American Academy of Arts and Letters när han mottog "Wladimir and Rhoda Lakond Award" som "enastående kompositör mitt i karriären".

## Diskografi
- 2008 - Battlefield Bad Company (Officiellt Soundtrack).
- 2008 - Dog (med Rob Stephensson).
- 2008 - Privacy.
- 2009 - Instead (EP).
- 2009 - Life Class.
- 2010 - Battlefield Bad Company 2 (Officiellt Soundtrack).
- 2010 - On This Planet (Dance Piece for Cedar Lake Contemporary Ballet by Benoit-Swan Pouffer).
- 2010 - Seven Eight.
- 2010 - Day Comes Apart.
- 2011 - Nattvittje.
- 2012 - Tyll (balett av Alexander Ekman).
- 2012 - Phantasmata Domestica (med Black Sun Productions).
- 2016 - Midsummer Night’s Dream.
- 2016 - Dithers.
- 2016 - A Swan Lake.
- 2017 - Paper Plane.
- 2018 - Player.
- 2018 - Black Forest.
- 2018 - Cow.
- 2018 - Internally Black.
- 2018 - The Echo Drift.
- 2018 - Play.
- 2020 - Rooms.

## Musikverk

### Orkesterverk med dans
- 2014 - A Swan Lake.
- 2016 - Player.
- 2016 - Blanc.
- 2018 - Internally Black.
- 2020 - Rasa.

### Kammarmusik
- 2004 - Nasty Fucker (flöjter och elektronik).
- 2005 - In Case of Brahms (piano).
- 2008 - Desperate Contract (violin och piano).
- 2010 - Seven Eight.
- 2010 - Day Comes Apart.
- 2011 - Nattvittje.
- 2017 - Tire Bone.
- 2017 - Theta.
- 2017 - Rooms.
- 2020 - Bungalow.
- 2020 - Arbores.

### Kammarmusik med dans
- 2015 - Midsummer Night’s Dream.
- 2017 - Rooms.
- 2018 - Play.
- 2020 - The Heart.

### Operor
- 2018 - The Echo Drift (libretto: Elle Kunnos de Voss, Kathryn Walat).
- 2023 - Melancholia – operan (libretto: Royce Vavrek).

### Sånger
- 2008 - Until We Bleed.
- 2012 - The Spirit and the Cloud.
- 2018 - Amends.
- 2018 - Courage.
- 2019 - Trespassing.